# Jérôme Jeannet
Pour les articles homonymes, voir Jeannet.
Jérôme Jeannet, né le 26 janvier 1977 à Fort-de-France, Martinique, est un escrimeur français, pratiquant l'épée. Il est champion olympique à deux reprises et quadruple champion du monde.

## Biographie
Jérôme Jeannet a commencé l'escrime en 1983. Il réside à Alfortville. Il est surnommé « Janet » (prononcé « Djanette »).
- Club d'origine : AEF Fort de France.
- Club actuel : Lagardère Paris Racing

Il fait partie, avec son frère Fabrice Jeannet, de l'équipe de France d'épée, notamment vainqueur des championnats du monde en 2005, 2007, 2009 et 2010 (il ne participe pas en 2006), et double champion olympique en 2004 et 2008.

## Palmarès
- Jeux olympiques
  -  Médaille d'or en épée par équipe en 2008 à Pékin
  -  Médaille d'or en épée par équipe en 2004 à Athènes

- Championnats du monde
  -  Médaille d'or en épée par équipe en 2010 à Paris
  -  Médaille d'or en épée par équipe en 2009 à Antalya
  -  Médaille d'or en épée par équipe en 2007 à Saint-Pétersbourg
  -  Médaille d'or en épée par équipe en 2005 à Leipzig
  -  Médaille de bronze en épée individuelle en 2009 à Antalya
  -  Médaille de bronze en épée individuelle en 2007 à Saint-Pétersbourg
  -  Médaille de bronze en épée par équipe en 2001 à Nîmes

- Championnats d'Europe
  -  Médaille d'or en épée par équipe en 2008 à Kiev
  -  Médaille d'or en épée individuelle en 2007 à Gand
  -  Médaille d'or en épée par équipe  en 2002 à Moscou
  -  Médaille de bronze en épée par équipe en 2007 à Gand

- Championnats de France
  -  Médaille d'or en épée individuelle en 2005
  -  Médaille d'argent en épée individuelle en 2007
  -  Médaille d'argent en épée individuelle en 2004
  -  Médaille d'argent en épée individuelle en 2000
  -  Médaille de bronze en épée individuelle en 2006

## Distinctions
- Chevalier de la Légion d'honneur en 2004[1]
- Officier de l'ordre national du Mérite en 2008[2]

## Vidéographie
- Champions de France - Jérôme et Fabrice Jeannet, série Champions de France, film-portrait raconté par Isabelle Giordano, co-réalisé par Pascal Blanchard et Rachid Bouchareb 2016, 2 minutes. [voir en ligne]